# Definitio accidentalis
Die definitio accidentalis (deutsch Akzidentaldefinition) ist in der Logik eine Definition, welche die zufälligen oder die nur unter besonderen Umständen zutreffenden Merkmale eines Begriffs beinhaltet. Pendant ist die definitio essentialis (Essentialdefinition). 

## Herkunft
Die Unterscheidung stammt von den Peripatetikern und wird Johannes Scottus Eriugena zugeschrieben.

## Verwendung
Die Akzidentaldefinition gibt die sekundären, eher unwesentlichen Attribute eines Begriffs an. Da Einzelwissenschaften um präzise Definitionen bemüht sind, kann die Akzidentaldefinition lediglich „unterdefinierte“ Begriffe anbieten, die als unwissenschaftlich anzusehen sind. So gelten in der Ästhetik Schmutz und Schund – ähnlich wie andere pejorativ benutzten Begriffe – tendenziell als erheblich unterdefiniert.
Eine besondere Bedeutung besitzt die Akzidentaldefinition nicht, weil sie nur auf sehr mittelbarem Weg erreicht, was die Essentialdefinition viel unmittelbarer erzielt.

## Sonstiges
Die Akzidentaldefinition ist mit der Nominaldefinition verwandt.